# Boethius
Boëthius vagy Boethius, teljes nevén Anicius Manlius Severinus Boethius (Róma, 480 körül – Milánó környéke, 524. október 25.) római író, filozófus, államférfi. Egyesek az ókori, mások a középkori irodalomhoz sorolják munkásságát.

## Élete
Arisztokrata származású, apja, Flavius Manlius Boethius a 487. év consulja volt. Alexandriában filozófiát tanult, Nagy Theodorik gót király szolgálatába állt. 510-ben elnyerte a consuli méltóságot, sőt megtiszteltetésként fiai is elnyerték. 523-ban a magister officiorum tisztséget is elnyerte. Később árulással vádolták meg és kivégezték.

## Munkássága
Megkísérelte latinra fordítani és kommentálni Arisztotelész és Platón műveit, de ez csak részben sikerült. Munkásságával azonban rögzítette a görögnek megfelelő latin bölcseleti fogalmakat. Mindezzel és azzal a módszerrel, miszerint a szövegkísérő kommentárt a fejezetenkéntivel váltotta fel, termékenyítőleg hatott a nyugati teológiára és filozófiára. Antik fordításai és tanulmányai általánosan elterjedtek voltak a középkori oktatásban a trivium és quadrivium, azaz a hét szabad művészet tárgyaiban.
Boethiusszal kapcsolatban gyakran felmerül, hogy nem volt keresztény – hiszen fő művében kifejezetten nem utal a kereszténységre. A görög filozófiával szemben azonban az erényt nem csupán az emberi értelemre, hanem a legfőbb jóra, Istenre vonatkoztatta. A görög gondolkodás sors (fatum) fogalmát az isteni gondviselés (providentia) horizontjában szemlélte. Hasonlóan közelítette meg a gondviselés és az emberi szabadság problémáját is. Isten („előre”) tudása nem érinti az ember szabad akaratát, mivel az időbeliségnek semmi jelentősége nincs Isten tudásában.
Isten tudása halandó emberek számára nem értelmezhető filozófiai nézete szerint. Elmélete szerint Isten nem a mi időfelfogásunkban él, hanem azon kívül. Nem értelmezhető számára a múlt, a jelen és a jövő, hanem csak az örök jelen. Az örök jelenben ez a három fogalom (múlt, jelen és jövő) egy egész, olyan, mint ahogy mi a jelent érzékeljük. Ezáltal látja az Isten, hogy mit fogunk tenni a jövőben vagy mit tehetünk de akadálya nem lehet, így létezhet szabad akarat. 

## Művei

Dialectica, 1547

- De Consolatione Philosophiae cvm Commento (A filozófia vígasztaló voltáról)
- De topicis differentiis (Bizonyításelméleti különbségekről)
- De arithmetica (A számtanról)
- De musica (A zenéről)
- De divisione (A felosztásról)
- De syllogismo categorico (A kategorikus szillogizmusról)
- De fide catholica (A katolikus hitről)

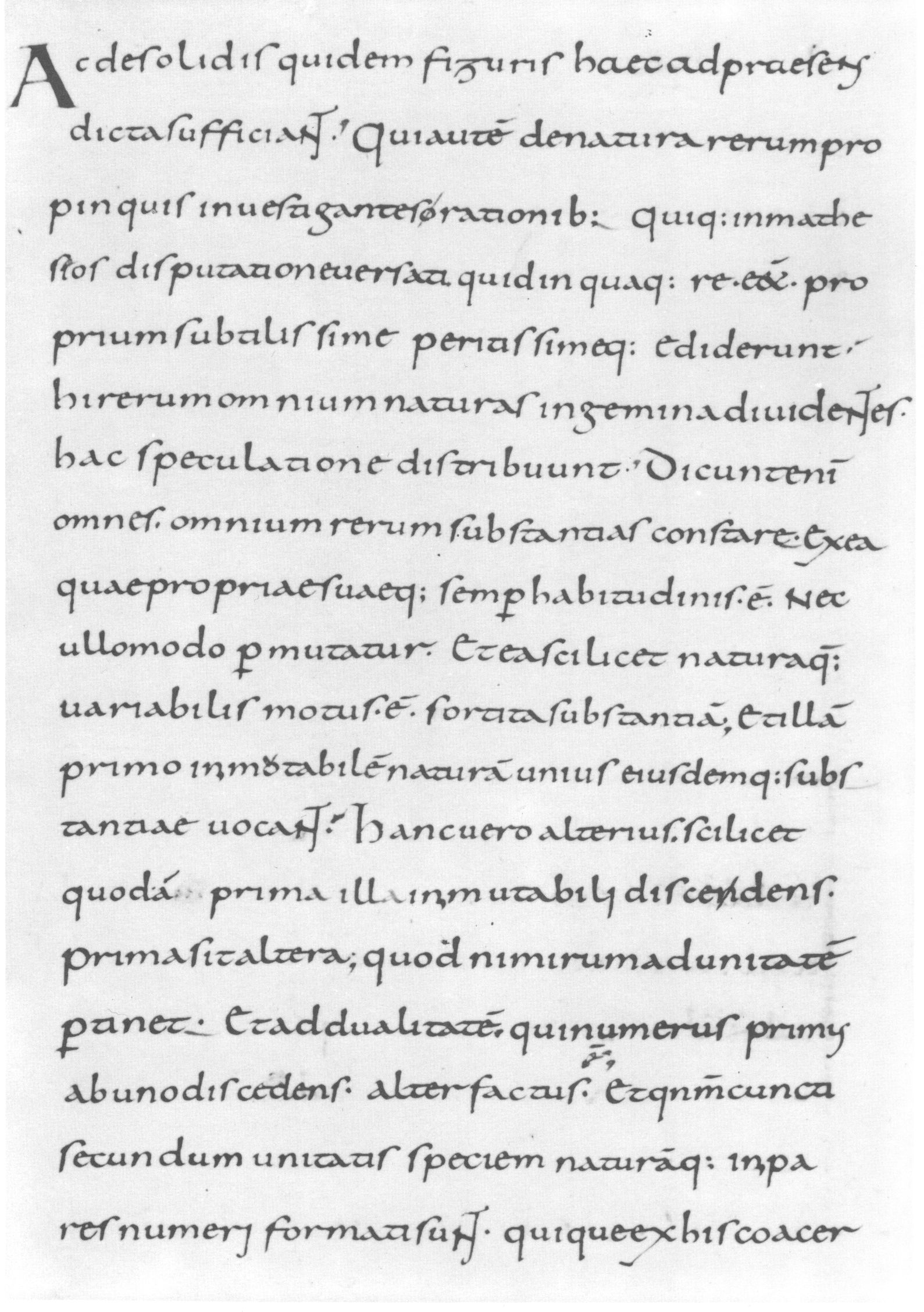
A De institutione arithmetica kézirata

- De Trinitate (A Szentháromságról)

## Hatása, utóélete
A középkor számára az antik műveltség közvetítője, a logika mestere és a skolasztikus módszerek egyik első kidolgozója volt. A középkor legtöbbet fordított szerzője. A nyugati kereszténység az egyházatyákkal egy szinten emlegeti. Néhány meghatározását a teológiában ma is használják.
Sírja a hagyomány szerint Paviában van, ugyanott, ahol Szent Ágoston sírja is van, a San Pietro in Ciel d’Oróban. Paviában vértanúként tisztelték, amit XIII. Leó pápa 1883. december 20-án jóváhagyott.

## Jegyzetek

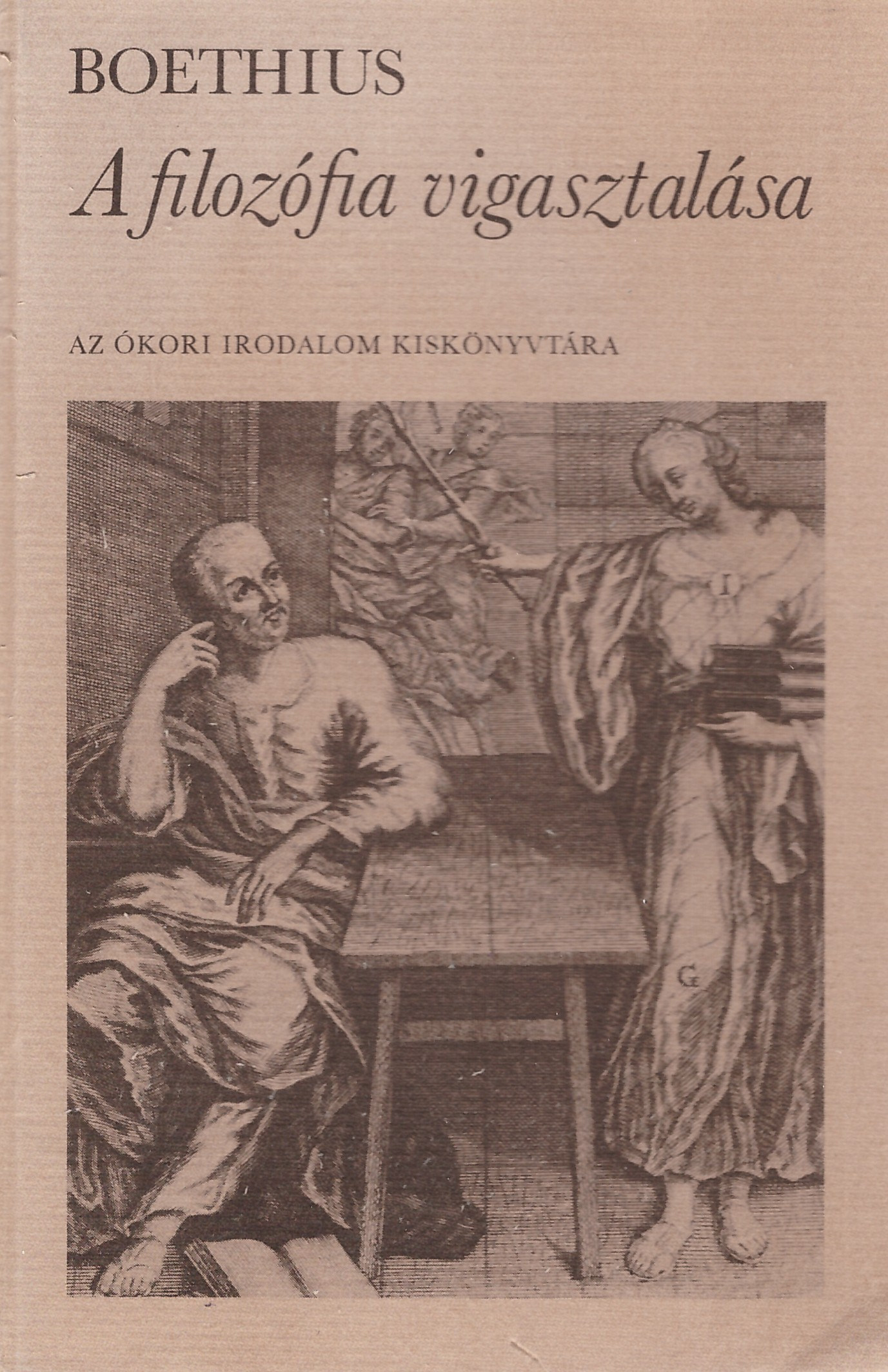
Boethius: A filozófia vigasztalása

## Magyarul
- Boetzius, Anitzius Manulis Torkvátus Szeveriusnak 5 könyvei filosofiának, vagy-is Böltseségnek vígasztalásáról; ford. Illei János; Akadémiai Ny., Kassa, 1766
- A' bölcseség vigasztalásai; ford. Horváth Dániel; Számmer Ny., Székesfehérvár, 1838
- A filozófia vigasztalása; ford., jegyz. Hegyi György, utószó Szepessy Tibor; Magyar Helikon–Európa, Bp., 1970
- A zenéről; in: Az égi és a földi szépről. Források a későantik és a középkori esztétika történetéhez; vál., szerk., előszó, bev., jegyz. Redl Károly; Gondolat, Bp., 1989, ISBN 963-281-843-1, 142–152. o.
- Tanítás a zenéről; szerk., tan., jegyz. Kárpáti András, ford. Kárpáti András, Vikárius László, Vadas Réka; Gondolat, Bp., 2023